# Sopotfestival

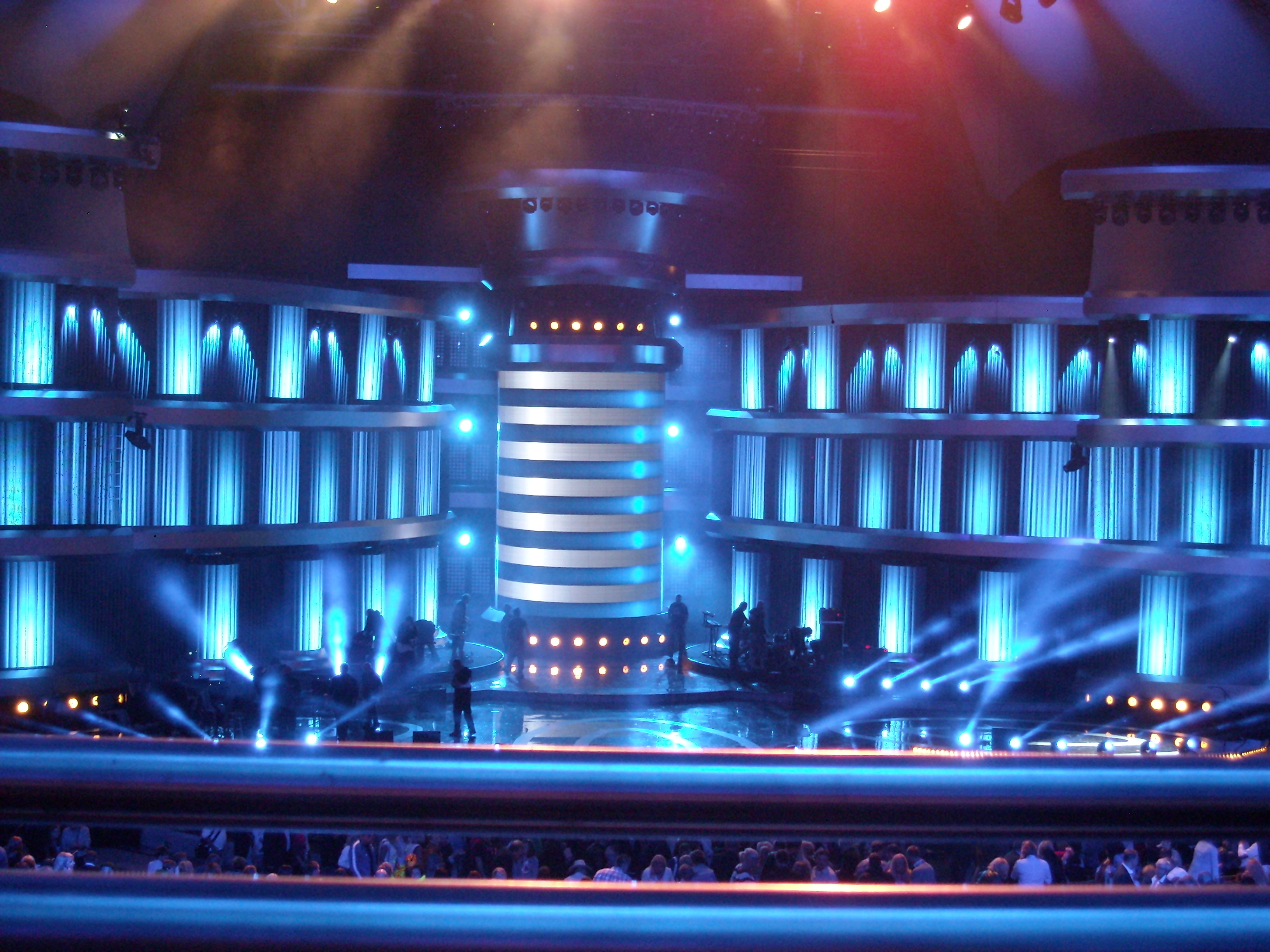
Opera Leśna tijdens het Sopotfestival in 2013

Het Sopotfestival is een jaarlijks gehouden muziekfestival in Sopot, Polen. Het is een van de grootste songfestivals in Europa.

## Geschiedenis
Het eerste Sopotfestival werd in 1961 georganiseerd door de Poolse componist en pianist Władysław Szpilman. Het eerste festival vond plaats in de Scheepswerf van Gdánsk in Gdańsk. Het eerste festival was al gelijk vrij succesvol, er namen in totaal 17 landen aan mee. Dit was een hoger aantal dan het Eurovisiesongfestival die tijd had. In de jaren die volgden had het festival 24 en 22 deelnemende landen. De hoofdreden voor het hoge aantal deelnemers is dat zij geen lid hoeven te zijn van de Europese Radio-unie, waardoor landen zoals Mexico, Liechtenstein en de Sovjet-Unie ook aan het festival hebben kunnen deelnemen.
In 1964 werd het festival verhuisd naar de Opera Leśna, waar het festival nu nog steeds plaatsvindt.
Tijdens de jaren zeventig stortte het deelnemer aantal naar beneden. Hierna werd het idee geopperd om een soortgelijk festival als het Eurovisiesongfestival te maken. Dit werd het Intervisiesongfestival, dat plaatsvond tussen 1977 en 1980. Dit concept werd later weer herstart door Pervyj Kanal in 2008. Tussen 1981 en 1983 vond het Sopotfestival niet plaats vanwege de politieke situatie in Polen. Eind jaren tachtig kwam het festival in geldproblemen, waardoor de vraag kwam of het festival moest worden geprivatiseerd of niet. Dit gebeurde uiteindelijk niet.
Van 1994 tot 2004 werd het festival door de Poolse omroep TVP georganiseerd. Sinds de overname van de omroep ging het deelnemer aantal flink achteruit. In 1996 werd er door het lage deelnemer aantal helemaal geen editie georganiseerd. In 1999 klom het aantal weer op naar 17 maar ging daarnaar weer naar beneden tot slechts 8 deelnemers in 2003. In 2004 werd er geen internationale competitie georganiseerd.
Hierna nam de commerciële omroep TVN in 2005 het festival weer over. De omroep wilde het festival weer een internationaal laten meedoen. Tijdens de eerste editie die door de omroep werd georganiseerd deden er vier deelnemers uit drie landen mee. Het deelnemer aantal schoot het jaar daarop omhoog naar zeven, maar bleef daarop steken.
Er werden in 2010 en 2011 geen festivals georganiseerd vanwege renovaties in de Opera Leśna.
In 2012 maakte het festival weer een herstart onder de naam Sopot Top of the Top Festival. Het festival was tevens veranderd van omroep; vanaf dit jaar wordt het festival georganiseerd door Polsat. De naam veranderde in 2014 weer naar het Polsat Sopotfestival.
In 2015 werd het festival geannuleerd.

## Format

### Beginjaren
Het festival staat bekend om zijn vele formatveranderingen. Zo leek Het format van het Sopotfestival in de beginjaren heel erg op het Eurovisiesongfestival. Landen zonden elk één artiest met één origineel liedje in. Tijdens het tweede Sopotfestival werd er ook een halve finale ingevoerd waarin de deelnemers in het Pools moesten zingen. De twee jaren die daarop volgden werd de halve finale afgeschaft, maar in 1965 werd hij weer ingevoerd.

### 1969-2009
Ook in 1975 en 1976 vond dit concept plaats. Tussen 1969 en 1973 en in 1985 werd de halve finale behouden, maar deze werd nu in een andere vorm gebruikt. In 1973, 1974 en 1984 werd er alleen een finale gehouden. Dit werd ook gebruikt vanaf 1986, alleen werd er tussen 1986 en 1992 speciale voorronde gehouden tussen de Poolse deelnemers. In die tijd konden landen ook meerdere artiesten per land sturen. Vanaf 2006 gold de regel van één artiest per land weer, maar deze regel werd in 2008 alweer afgeschaft vanwege het lage deelnemer aantal.

### Herstart
Vanaf de herstart is er elk jaar een ander format geweest. In 2012 maakte men gebruik van een finale waarin elk land één deelnemer kon inzenden. In het jaar dat volgde werd er bij dat systeem toegevoegd dat een deelnemer ook meerdere liedjes mocht zingen en de grootste verandering daarbij was dat de liedjes niet origineel hoefden te zijn. Een artiest kon daarbij dus een eerder uitgebracht liedje zingen. In 2014 mochten er weer meer deelnemers per land zijn.

## Winnaars
Tijdens het Sopotfestival zijn er in een aantal edities twee liedjes op de eerste plaats geëindigd, in de beginjaren werd dit als gelijkspel beschreven, maar later werd besloten om er dan slechts een van de twee tot winnaar uit te roepen. 
| Jaar                                   | Duur                      | Land                | Deelnemer                | Liedje(s)                              |
| -------------------------------------- | ------------------------- | ------------------- | ------------------------ | -------------------------------------- |
| 1961                                   | 25–27 augustus            | Zwitserland         | Jo Rolland               | Nous deux                              |
| 1962                                   | 6–8 juli                  | Griekenland         | Yovanna                  | Ti krima                               |
| 1963                                   | 15–18 augustus            | Sovjet-Unie         | Tamara Miansarova        | Poest vsegda boedet solntse            |
| 1963                                   | 15–18 augustus            | Frankrijk           | Simone Langlois          | Toi et ton sourire                     |
| 1964                                   | 6–12 augustus             | Griekenland         | Nadia Constantinoupoulou | Je te remercie mon cœur                |
| 1965                                   | 5–8 augustus              | Canada              | Monique Leyrac           | Mon pays                               |
| 1966                                   | 25–28 augustus            | Verenigde Staten    | Lana Cantrell            | I'm all smiles                         |
| 1967                                   | 17–20 augustus            | Polen               | Dana Lerska              | Po prostu jestem                       |
| 1968                                   | 22–25 augustus            | Polen               | Urszula Sipińska         | Po ten kwiat czerwony                  |
| 1969                                   | 21–24 augustus            | Zwitserland         | Henri Dès                | Maria Consuella                        |
| 1970                                   | 27–30 augustus            | Canada              | Robert Charlebois        | Ordinaire                              |
| 1971                                   | 26–29 augustus            | Verenigd Koninkrijk | Samantha Jones           | He moves me                            |
| 1972                                   | 23–26 augustus            | Sovjet-Unie         | Lev Lesjtsjenko          | Ja ne byl z nim znakom                 |
| 1972                                   | 23–26 augustus            | Polen               | Andrzej Dąbrowski        | Do zakochania jeden krok               |
| 1973                                   | 21–25 augustus            | Verenigd Koninkrijk | Tony Craig               | Can you feel it en I think of you baby |
| 1974                                   | 21–24 augustus            | Finland             | Marion Rung              | Uskon lauluun                          |
| 1975                                   | 20–23 augustus            | Verenigd Koninkrijk | Glen Weston              | I still love you                       |
| 1976                                   | 24–29 augustus            | Sovjet-Unie         | Irina Ponarovskaja       | Toropos                                |
| 1977                                   | 24–27 augustus            | Tsjecho-Slowakije   | Helena Vondráčková       | Malovaný džbánku                       |
| 1978                                   | 23–26 augustus            | Sovjet-Unie         | Alla Poegatsjova         | Vsjo mogoet koroli                     |
| 1979                                   | 22–25 augustus            | Polen               | Czesław Niemen           | Nim przyjdzie wiosna                   |
| 1980                                   | 20–23 augustus            | Finland             | Marion Rung              | Hyvästi yö                             |
| Geen festival van 1981 tot en met 1983 |                           |                     |                          |                                        |
| 1984                                   | 15–18 augustus            | Polen               | Krystyna Giżowska        | Blue box                               |
| 1985                                   | 21–24 augustus            | Zweden              | Herreys                  | Summer party                           |
| 1986                                   | 20–23 augustus            | Verenigde Staten    | Mara Getz                | Hero of my heart                       |
| 1987                                   | 19–22 augustus            | Duitsland           | Double Take              | Rockola                                |
| 1988                                   | 20–23 augustus            | Verenigde Staten    | Kenny James              | The magic in you                       |
| 1989                                   | 16–19 augustus            | Noorwegen           | Dancing with a Stranger  | By                                     |
| 1990                                   | 15–18 augustus            | Polen               | Lora Szafran             | Zły chłopak en Trust me at once        |
| 1991                                   | 22–25 augustus            | Letland             | New Moon                 | Ice                                    |
| 1992                                   | 27–30 augustus            | Oostenrijk          | Mark Andrews             | n.b.                                   |
| 1993                                   | 26–28 augustus            | Litouwen            | Arina                    | Rain is coming down                    |
| 1994                                   | 26–27 augustus            | Polen               | Varius Manx              | Zanim zrozumiesz                       |
| 1995                                   | 25–26 augustus            | Polen               | Kasia Kowalska           | Jak rzecz en A to co mam               |
| 1996                                   | Geen editie               | Geen editie         | Geen editie              | Geen editie                            |
| 1997                                   | 22–23 augustus            | Nederland           | Total Touch              | Somebody else's lover                  |
| 1998                                   | 21–22 augustus            | Italië              | Alex Baroni              | Male che fa male                       |
| 1999                                   | 20–22 augustus            | Polen               | Małgorzata Ostrowska     | Lawa                                   |
| 2000                                   | 18–19 augustus            | Tsjechië            | Helena Vondráčková       | Veselé Vánoce a šťastný nový rok       |
| 2001                                   | 24–25 augustus            | België              | Natacha Atlas            | Ayeshteni                              |
| 2002                                   | 23–24 augustus            | Polen               | Irena Santor             | Jeszcze kochasz mnie                   |
| 2003                                   | 22–23 augustus            | Polen               | Skaldowie                | Hymn o miłości                         |
| 2004                                   | Geen competitie           | Geen competitie     | Geen competitie          | Geen competitie                        |
| 2005                                   | 2–4 september             | Polen               | Andrzej Piaseczny        | Z głębi duszy                          |
| 2006                                   | 1–3 september             | Verenigd Koninkrijk | Mattafix                 | Big city life                          |
| 2007                                   | 31 augustus – 2 september | Polen               | Feel                     | A gdy już jest ciemno                  |
| 2008                                   | 23–24 augustus            | Zweden              | Oh Laura                 | Release me                             |
| 2009                                   | 1 juni                    | Australië           | Gabriella Cilmi          | Sweet about me                         |
| Geen edities in 2010 en 2011           |                           |                     |                          |                                        |
| 2012                                   | 24–25 augustus            | Zweden              | Eric Saade               | Hotter than fire                       |
| 2013                                   | 23–24 augustus            | Frankrijk           | Imany                    | You will never know                    |
| 2014                                   | 22–23 augustus            | Polen               | Ewa Farna                | Cicho                                  |